# Helga Holm
Helga Holm er et rekonstrueret vikingeskib, der er en kopi af et skib, man fandt under arkæologiske udgravninger på Helgeandsholmen i Stockholm. Det hører til i Bosö Yacht Club på Lidingö i Stockholm.

## Historie
Under arkæologiske udgravninger på Helgeandsholmen i Stockholm 1979-80 fandt man flere skibsvrag fra mellem 1200- og 1400-tallet. Skib nr. 5 blev ved dendrokronologi dateret til 1316-17, og det var resterne af et 18 m langt vikingeskib med otte par årer.
Ideen om en rekonstruktion kom under en udstilling i 1981 på Historiska museet i Stockholm. En arkæolog fra den oprindelige udgravning tegnede en rekonstruktion, og den blev bygget på et skibsværft i Roslagen. Sejlet blev fremstillet af brødrene Bent og Erik Andersen fra Vikingeskibsmuseet i Roskilde.
Helga Holm blev søsat i 1983 og doneret til Sjöhistoriska museet. Navnet blev valgt efter en konkurrence i Dagens Nyheter. Siden 1996 har Föreningen Medeltidsskeppet Helga Holm været ansvarlig for skibet.

## Beskrivelse
Skibet er 22,5 m langt og 3,4 m på det bredeste sted. Dybdegangen er 0,5 m, og det har en mastehøjde på 11,5 m. Råsejlet er 60 m2. 
Det er bygget i skovfyr og gran. Der er plads til otte par årer og en besætning på omkring 20 personer.